# Ярославль (станция)
Яросла́вль — железнодорожная станция Ярославского региона Северной железной дороги, расположенная в Красноперекопском районе города Ярославля.
Пассажирский терминал — Моско́вский вокза́л, поэтому по отношению к станции также иногда используется название Яросла́вль-Моско́вский или Яросла́вль-Пассажи́рский, чтобы отличить её от другой крупной станции города — Ярославля-Главного.

## История
8 мая 1858 года Главное управление путей сообщения выдало разрешение на постройку железной дороги от Москвы до Троице-Сергиева Посада протяженностью 66 верст и утвердило устав акционерного общества под названием «Общество Московской-Ярославской железной дороги», возглавляемого Саввой Ивановичем Мамонтовым. В 1862 году Московско-Троицкая железная дорога введена в действие. В 1866—1868 годах ведется обсуждение строительства железной дороги от Сергиева Посада до Ярославля. В 1868 году начались строительные работы.
Первый поезд из Москвы пришёл на станцию 7 февраля 1870 года.
От станции Ярославль была проложена линия до волжских пристаней, так называемая «Ветка». Линия начиналась на территории нынешнего грузового двора, пролегала по территории нынешнего проспекта Фрунзе и далее по существующему перегону Ярославль — Ярославль-Пристань.
После открытия Московской-Ярославской железной дороги С. И. Мамонтов принимает решение о продлении железнодорожной ветки от Ярославля до Костромы. 17 декабря 1887 году состоялось торжественное открытие движения по Ярославско-Костромской железной дороге. Грузооборот и пассажирский поток на станции Ярославль увеличился.
Первоначально поезда направляющиеся из Ярославля на Кострому осаживались задним ходом примерно до нынешней границы станции в направлении Москвы. Далее передним ходом следовали по линии уходящей направо через территорию нынешнего депо, далее по нынешней улице Старокостромской до существующего перегона Ярославль — Дунайка. Впоследствии была построена линия с путепроводами над нынешним Московским проспектом и Веткой, нынешним проспектом Фрунзе.

Карта расположения станций в Ярославле в 1900-е годы

После строительства в 1913 году железнодорожного моста через Волгу станция Ярославль и «Московский вокзал» стали принимать составы из Вологды.
В 1957 году на станция была электрифицирована. Первое время были электрифицированы перегоны Полянки — Ярославль и Ярославль — Которосль. В 1971 году был электрифицирован участок Ярославль — Тощиха и электропоезда начали курсировать через станцию по костромскому направлению.

### История вокзала
В 1868 же году началось и возведение Московского вокзала при железнодорожной станции «Ярославль» вблизи Московской заставы. К 1 января 1870 года работы по строительству дороги и здания вокзала были закончены.
До строительства в 1952 году здания вокзала на станции Ярославль-Главный Московский вокзал был главным вокзалом города, а его станция одним из основных узлов Северной железной дороги.

Карта расположения станций в Ярославле с 1960-х годов

В 2003 году вокзал реконструирован с сохранением прежнего фасада и интерьеров.

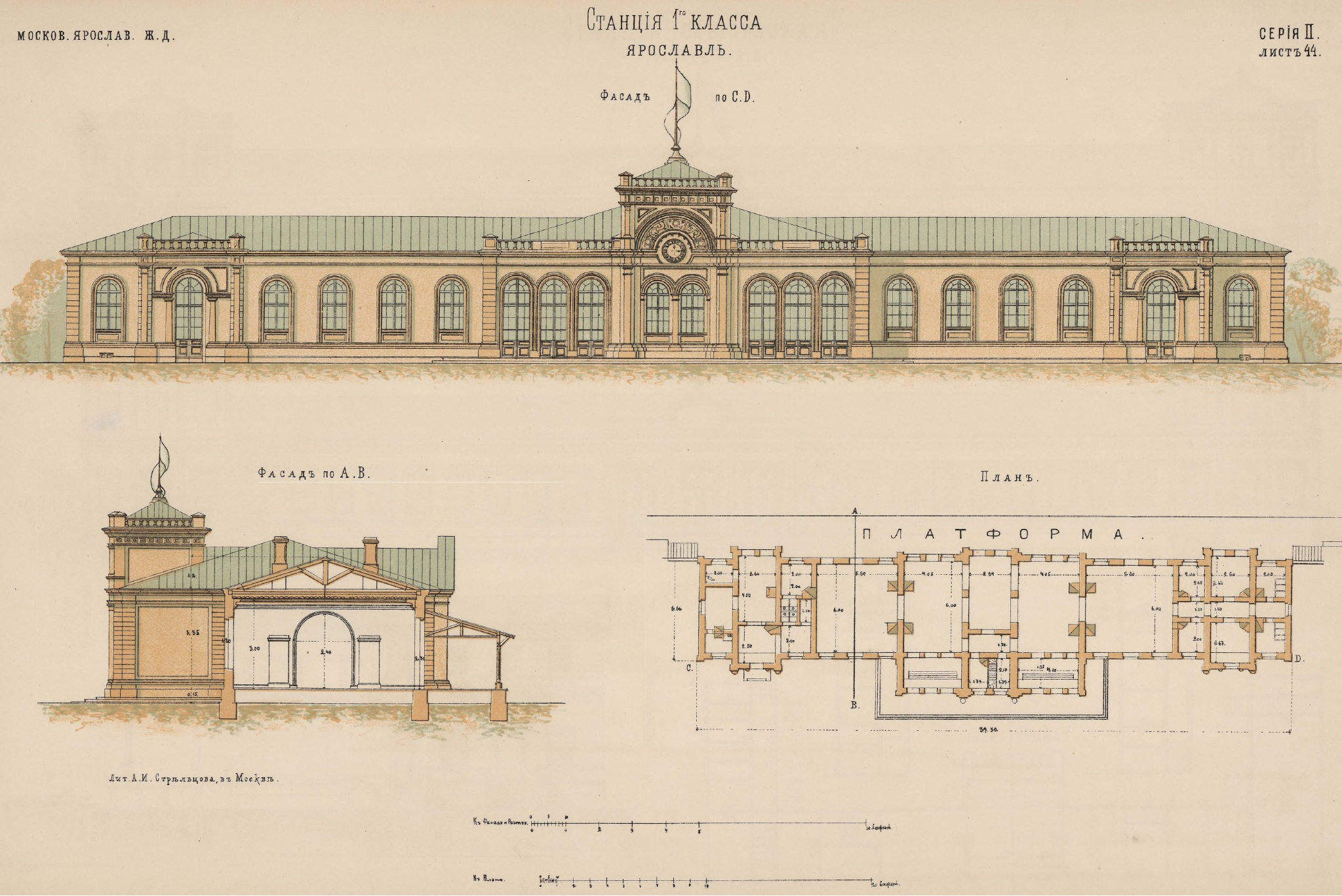
Чертёж вокзала
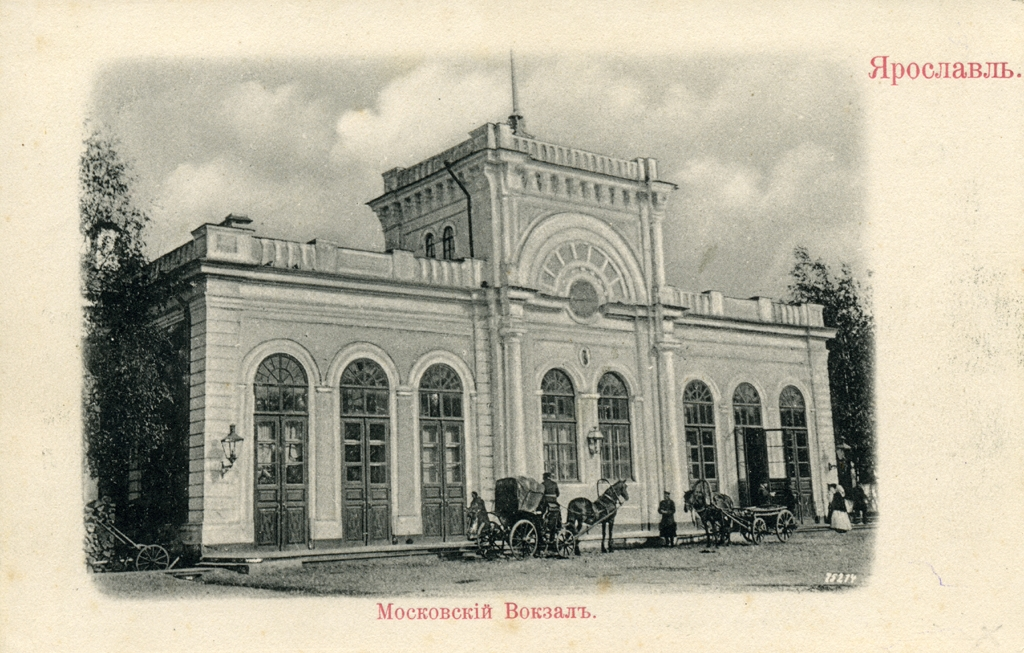
Московский вокзал (начало XX века)
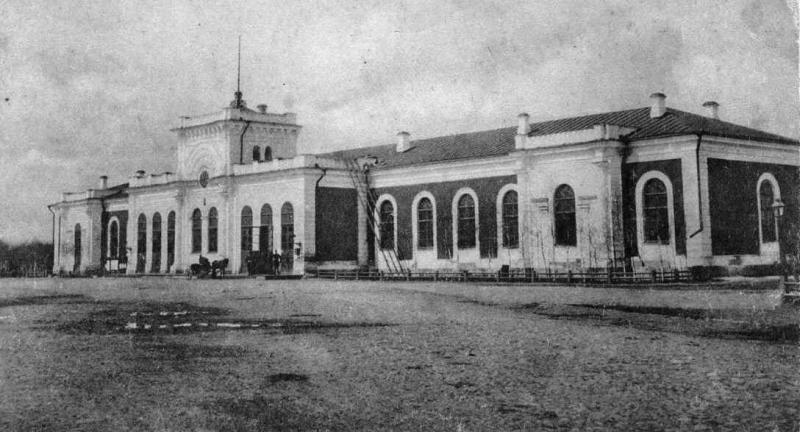
Московский вокзал (1914)

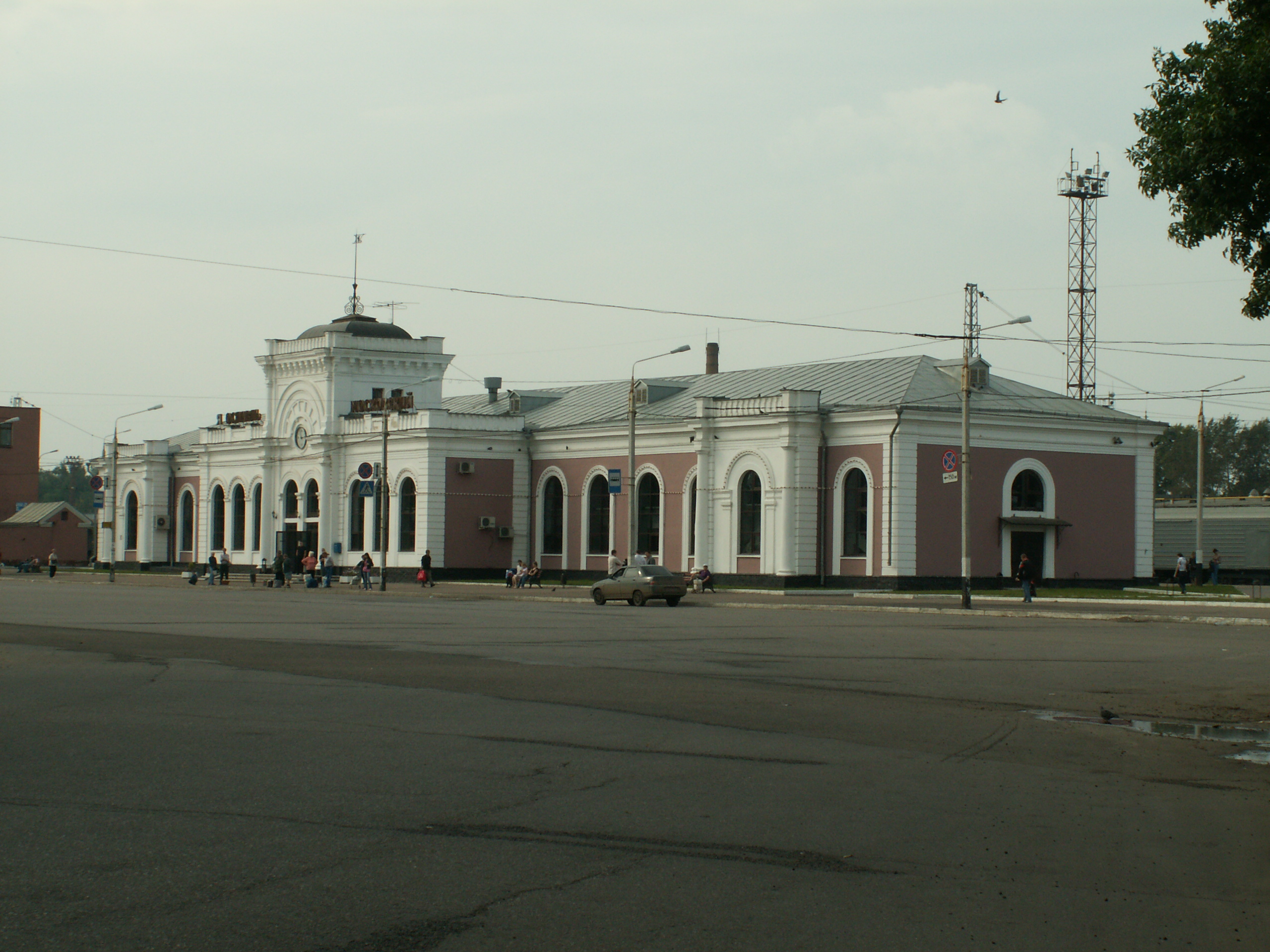
Вид со стороны города (2008)
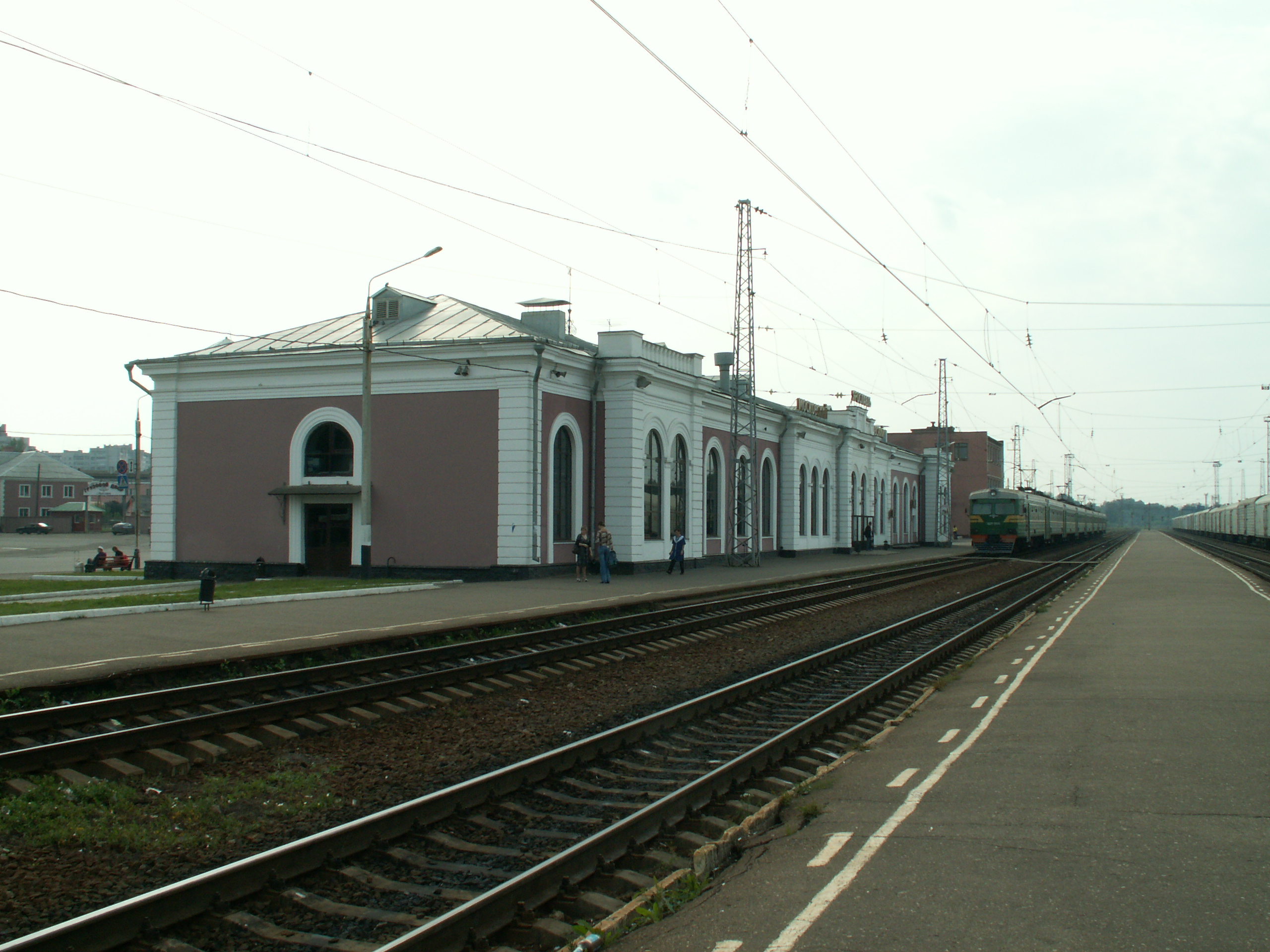
Вид со стороны путей (2008)
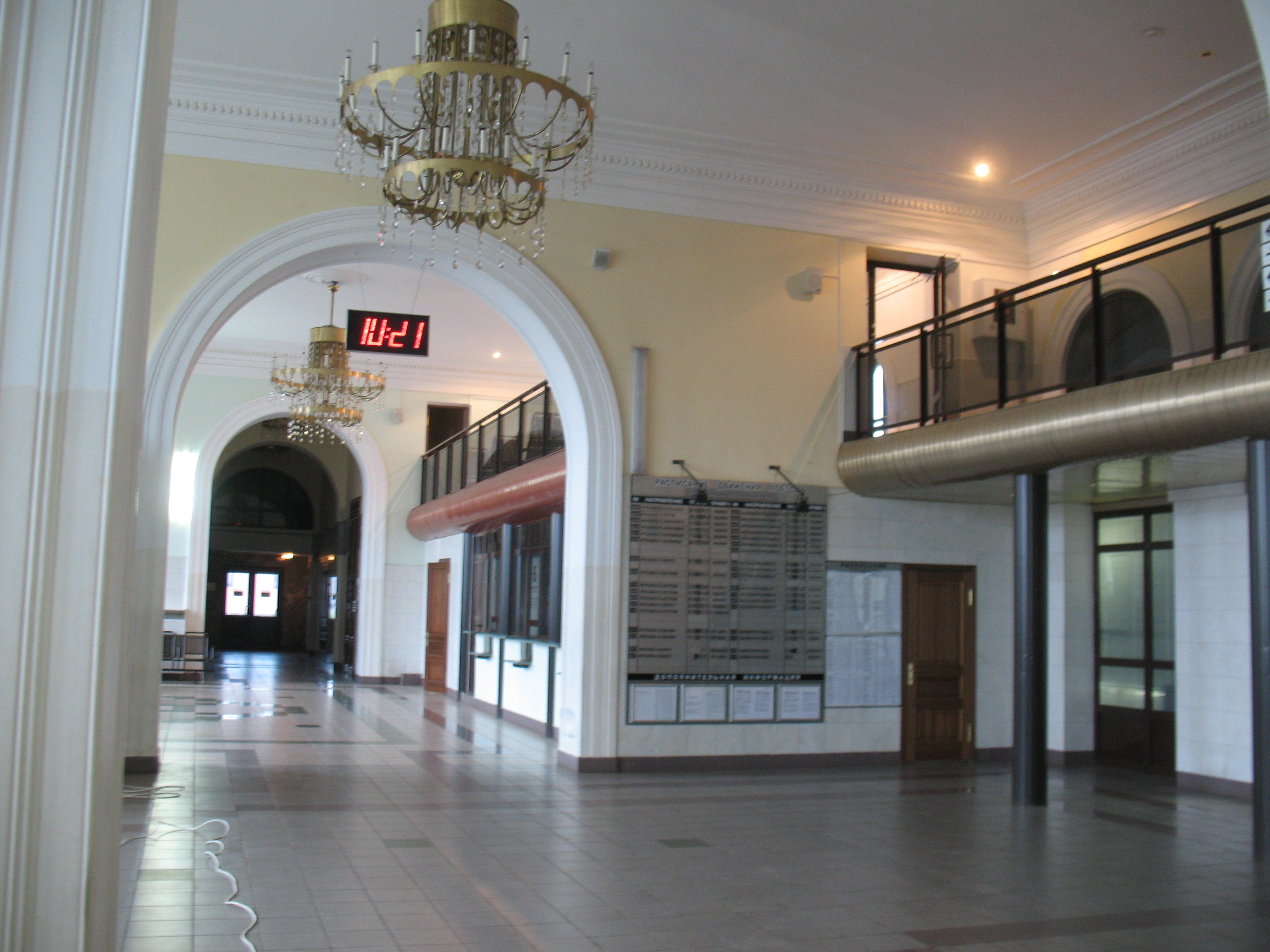
Интерьер вокзала (2007)

## Пассажирское сообщение

### Дальнее сообщение
По состоянию на декабрь 2018 года с Ярославль-Московского отправляются следующие поезда дальнего следования:
| № поезда              | Маршрут движения          | № поезда              | Маршрут движения          |
| --------------------- | ------------------------- | --------------------- | ------------------------- |
| 45 «Текстильный край» | Иваново - Санкт-Петербург | 46 «Текстильный край» | Санкт-Петербург — Иваново |
| 99                    | Владивосток — Москва      | 100                   | Москва — Владивосток      |
| 147                   | Кострома — Москва         | 148                   | Москва — Кострома         |

### Маршруты пригородного сообщения
Пригородные электропоезда александровского направления (кроме первого электропоезда на Александров и последнего из Александрова) заезжают на станцию Ярославль и меняют там направление движения.
- Ярославль-Главный — Александров I (2,5 пары, 1 электропоезд (0,5 пары) из Ярославля следует до Ростова).
- Ярославль-Главный — Рязанцево (1 пара).
- Ярославль-Главный — Иваново (2 пары).
- Ярославль-Главный — Кострома-Новая (3 пары).
- Ярославль-Главный — Нерехта (2 пары).
- Ярославль — Родионово (1 пара).
- Ярославль — Рыбинск-Пассажирский (1 пара).
- Телищево — Данилов (1 пара).